# Francisco de Asís Sancho Rebullida
Francisco de Asís Sancho Rebullida (Zaragoza, 10 de julio de 1921 - Pamplona, 27 de octubre de 1995) fue un jurista, profesor universitario y escritor español, catedrático de Derecho Civil navarro y aragonés.

## Formación
Hijo de Miguel Sancho Izquierdo, que fuera rector de la Universidad de Zaragoza (1941-1954) y político de la CEDA. Se licenció en Derecho con Premio Extraordinario en 1946, obtuvo el grado de doctor por la Universidad de Madrid en 1953 y, en 1961, consiguió la cátedra de Derecho Civil de la Universidad de La Laguna. Ese mismo año comenzó sus tareas investigadoras y docentes en la naciente Facultad de Derecho de la Universidad de Navarra.

## Derecho civil aragonés
Su aportación más continuada al Derecho aragonés estuvo relacionada con el Seminario de la Comisión Compiladora, al que perteneció desde el primer momento (junio de 1953), cuando era Juez Municipal de Zaragoza y profesor Adjunto en la Facultad de Derecho de su Universidad. 
Suyos son los informes sobre «Capacidad de las personas por razón de la edad» y «La viudedad». Sobre estos temas habría de volver ya promulgada la Compilación, ocupándose además de problemas de fuentes (la costumbre; relaciones de la Compilación con el Código de Comercio) o de los Derechos Reales. Sus trabajos anteriores a 1978 están recogidos en el segundo volumen de sus «Estudios de Derecho Civil», publicados en esta fecha. Luego, sus contribuciones principales a la elaboración doctrinal del Derecho aragonés se encuentran en los Comentarios a la Compilación.

## Derecho civil y foral navarro
Desde 1961 y hasta su muerte trabajó para la Universidad de Navarra, en donde además de sus labores académicas desempeñó diversos cargos, entre ellos los de Secretario General y decano de su Facultad de Derecho.
Autor de numerosos libros sobre Derecho Civil como «La novación de las obligaciones» (1964).
Coautor con José Luis Lacruz Berdejo en obras sobre Derecho de Familia, Derecho de Sucesiones, Derecho Inmobiliario Registral y, luego, en diversos volúmenes de los «Elementos», con aportación señalada en Teoría de las Obligaciones y Derechos Reales.
En 1968 fue elegido vocal de la Comisión Compiladora del Derecho Foral Navarro, a cuyo desarrollo contribuyó con su magisterio y publicaciones. Fue coautor de la «Recopilación Privada» (1971) que sería la base de partida de la Compilación o Fuero Nuevo, comentó las leyes 2, 3, 50, 51 y 63 a 72 de ésta en los Comentarios «Edersa» (1990).

## Reconocimientos
En 1994 fue objeto de un homenaje de la Revista Jurídica de Navarra. Poco antes de su muerte recibió un premio de Caja Navarra por su investigación 'Jurisprudencia Civil Foral de Navarra', un repertorio de 2700 sentencias que la Presidencia del Gobierno de Navarra publicó en 1997.
En su memoria, la Facultad de Derecho de la Universidad de Navarra, Caja Navarra y la Editorial Aranzadi instituyeron un premio que lleva su nombre y que se otorga anualmente a la mejor tesis sobre Derecho Civil leída en España. Está dotado con 6.000 euros, diploma y la publicación de la tesis por la Editorial Aranzadi. El jurado está compuesto por cinco catedráticos.

## Vida privada
Sancho Rebullida se casó con María Crespo Gascue.